# Agrotis spinulus
Agrotis spinulus är en fjärilsart som beskrevs av Adrian Hardy Haworth 1803. Agrotis spinulus ingår i släktet Agrotis och familjen nattflyn. Inga underarter finns listade i Catalogue of Life.